# 小行星4389
小行星4389（4389 Durbin）是一颗绕太阳运转的小行星，为主小行星带小行星。该小行星于1976年4月1日发现。

## 轨道参数
小行星4389的轨道半长轴为2.9147304 UA，离心率为0.073。